# Saṁghārāma
 (janvier 2024).

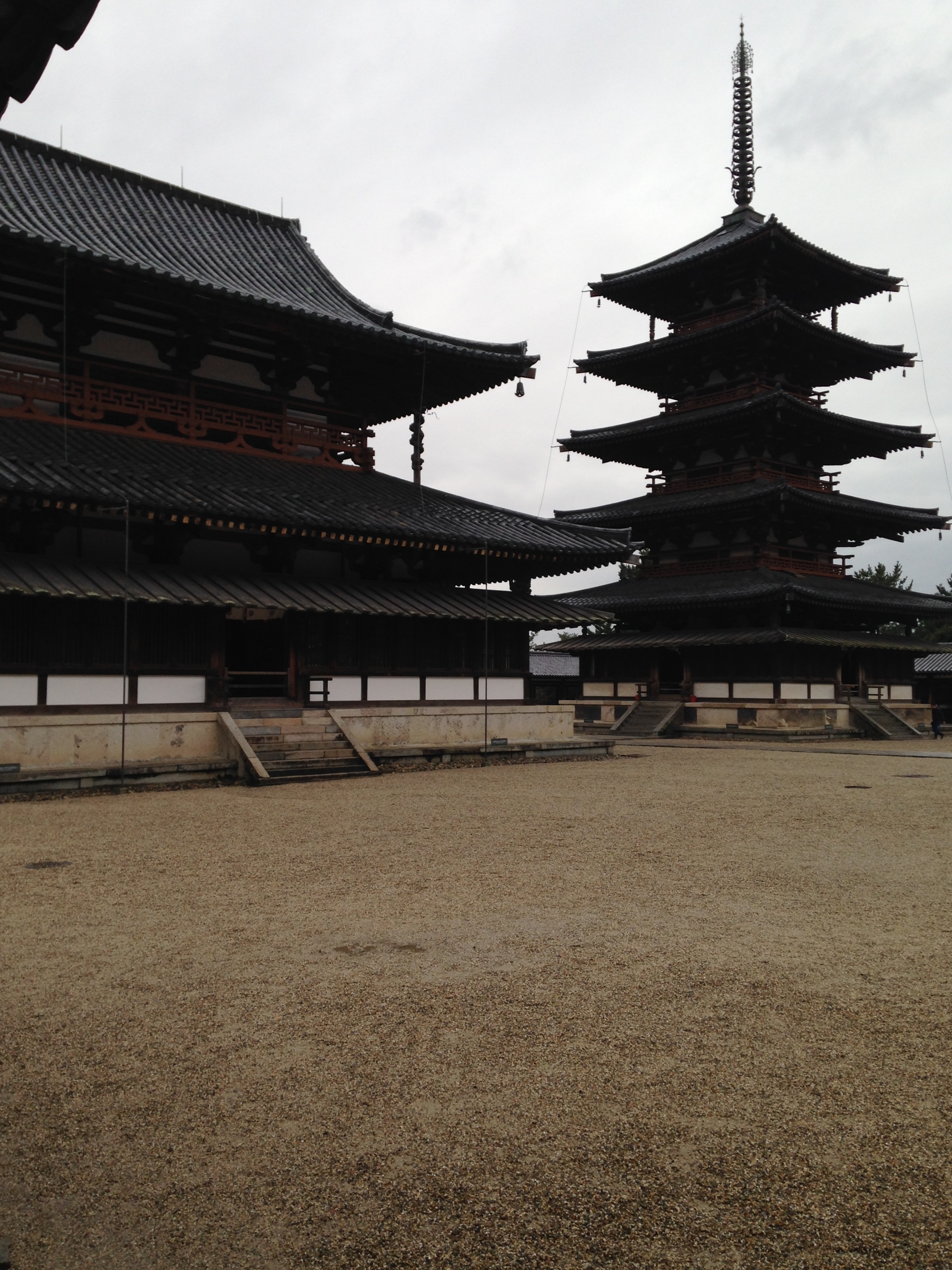
Sangharama ouest du Temple Horyuji.

Sangharama (sanskrit : संघराम Saṃgharāma) est le lieu, y compris son jardin ou bosquet, où habite la Sangha, la communauté monastique bouddhiste.
Un sangharāma célèbre était celui de Kukkutarama à Pataliputra. Le sangharāma Kukkutura a ensuite été détruit et ses moines tués par Pushyamitra de la lignée Mauryan, selon Ashokavadana au deuxième siècle. "Puis le roi Pushyamitra équipa une quadruple armée, et dans l'intention de détruire la religion bouddhiste, il se rendit au Kukkutarama. (...) Pushyamitra détruisit donc le sangharāma, y tua les moines et s'en alla." 